# Deuxième Bureau contre inconnu
Pour plus de détails, voir Fiche technique et Distribution.
Deuxième Bureau contre inconnu est un film français réalisé par Jean Stelli, sorti en 1957.

## Synopsis
Le Deuxième Bureau charge le capitaine Michel Thierry d'une mission en Provence : il doit mettre hors d'état de nuire une bande de trafiquants d'armes.

## Fiche technique
- Titre : Deuxième Bureau contre inconnu
- Réalisation : Jean Stelli
- Scénario : Jean Kerschner et Jean Stelli
- Dialogues : Serge de Boissac
- Photographie : Marc Fossard
- Son : Yves Dacquay
- Musique : Marcel Landowski
- Décors : Daniel Guéret
- Montage : Jean-Charles Dudrumet
- Sociétés de production : Vega Films - Général Productions - Sirius Films
- Format : Son mono - Noir et blanc
- Pays d'origine :  France
- Genre : policier
- Durée : 85 minutes
- Date de sortie : 
  - France : 26 juin 1957
- Affiche : Jacques Bonneaud (France)

## Distribution
- Frank Villard : capitaine Thierry
- Barbara Laage : Mariana
- Olivier Mathot : lieutenant Leroy
- Gérard Buhr : Yerco
- Fernand Fabre
- Albert Dinan
- Henri San Juan
- Maurice Chevit
- Jean Degrave
- Jacques Bézard